# 부그와 엘리엇 2
《부그와 엘리엇 2》(영어: Open Season 2)는 2008년 공개된 미국의 애니메이션 영화이다.

## 캐스팅
- 조엘 맥헤일
- 마이크 엡스
- 코디 캐머런
- 조지아 엥글
- 제인 크러카우스키
- 빌리 코널리
- 크리스핀 글러버
- 스티브 시리파
- 프레드 스톨러
- 디드릭 베이더
- 올리비아 핵

## 개봉 국가
- 남아프리카 공화국
- 러시아
- 크로아티아
- 아랍에미리트
- 체코
- 슬로바키아
- 레바논
- 튀르키예
- 폴란드
- 아이슬란드
- 대한민국